# Daniel Cara Rodríguez
Daniel Cara Rodríguez (El Ejido, Almería, España, 25 de abril de 1990), más conocido como Dani Cara, es un futbolista español. Juega de centrocampista y su actual equipo es el Club Deportivo El Ejido 2012, que milita en el Grupo IV de la Segunda División B de España.

## Trayectoria
Dani Cara empezó su carrera en las categorías inferiores del Club Polideportivo Ejido. En la temporada 2009-2010 juega en el "Las Norias CF", equipo en el que comenzó a apuntar maneras. En la siguiente temporada, la 2010-11, el Poli Ejido lo repesca.
En la temporada 2011-2012 renueva con el Poli Ejido, teniendo ficha del primer equipo. Hasta que por problemas económicos, hacen que el club desaparezca y por lo tanto la plantilla tiene la carta de libertad para fichar por cualquier equipo.
Ante tal situación, Dani Cara siendo jugador Sub-23, ficha por la Gimnástica Segoviana C.F el último día del mercado de invierno (31 de enero), ya que la Gimnástica Segoviana C.F buscaba un jugador Sub-23 y Dani daba con todas las características que la Gimnástica Segoviana C.F buscaba en ese momento.
En la temporada 2012-2013 ficha por el CD Comarca de Níjar que esa temporada compite en el grupo IX de Tercera División de España.
En la temporada 2013-2014 ficha por el CD El Ejido 2012.
El 3 de julio de 2015, se oficializa que renueva por una temporada más con el CD El Ejido 2012.

## Estadísticas

### Clubes
| Club                      | País   | Año               |
| ------------------------- | ------ | ----------------- |
| Las Norias C.F.           | España | 2007 - 2010       |
| Poli Ejido                | España | 2010 - 2011       |
| Gimnástica Segoviana C.F. | España | 2012              |
| CD Comarca de Níjar       | España | 2012 - 2013       |
| CD El Ejido 2012          | España | 2013 - Actualidad |